# Caseoides
Caseoides — вимерлий рід синапсидів великих казеїд, що мешкав у кунгурському віці (пізня ранньопермська епоха). Його довжина становила близько 3 метрів, і, як і багато інших казеїд, він був травоїдним і водним. Він важив від 150 до 200 кілограмів. Його скам'янілості були знайдені в формації Сан-Анджело, Техас. Caseoides був дуже схожий на Casea, але був трохи більшим за розміром. Казеоїд був потужною істотою, як і більшість казеїдів (за винятком казеопсиса). У розвитку своїх пропорційно товстих, міцних кінцівок він представляє кульмінацію роду Casea. Його родичі стали меншими за розміром під час Дорожньої епохи. Відомий лише погано збережений посткраніальний матеріал, включаючи кінцівки.